# Andrew Keir
Andrew Keir est un acteur écossais, né Andrew Buggy à Shotts (Écosse) le 3 avril 1926 et mort à Londres (Angleterre) le 5 octobre 1997.

## Biographie
Andrew Keir débute au théâtre en 1943, à Glasgow (Écosse), où il fera partie entre 1947 et 1956 de la troupe du Citizens Theatre. S'il interprète principalement des pièces (de William Shakespeare, J. M. Barrie, Molière, entre autres), il participe également à quelques comédies musicales.
Au cinéma, il apparaît de 1950 à 1995, principalement dans des films britanniques (notamment de la Hammer Film Productions), mais également américains.
À la télévision, il joue dans des téléfilms et séries entre 1957 et 1997, année de son décès.

## Filmographie partielle

### Cinéma
- 1950 : The Lady Craved Excitement de Francis Searle
- 1952 : The Brave Don't Cry de Philip Leacock
- 1953 : Laxdale Hall de John Elridge
- 1954 : The Maggie d'Alexander Mackendrick
- 1957 : Suspended Alibi de Alfred Saughnessy
- 1958 : Heart of Child de Clive Donner
- 1958 : Atlantique, latitude 41° (A Night to Remember) de Roy Ward Baker
- 1960 : Le Jour où l'on dévalisa la banque d'Angleterre (The Day they robbed the Bank of England) de John Guillermin
- 1962 : L'Attaque de San Cristobal (Pirates of Blood River) de John Gilling
- 1963 : Cléopâtre (Cleopatra) de Joseph L. Mankiewicz
- 1963 : Torpedo Bay de Charles Frend
- 1964 : Les Pirates du diable (The Devil-Ship Pirates) de Don Sharp
- 1964 : La Chute de l'empire romain (The Fall of the Roman Empire) d'Anthony Mann
- 1965 : Lord Jim de Richard Brooks
- 1966 : Dracula, prince des ténèbres (Dracula : Prince of Darkness) de Terence Fisher
- 1966 : Les Daleks envahissent la Terre (Dalek's Invasion Earth : 2150 A.D.) de Gordon Flemyng
- 1966 : The Fighting Prince of Donegal de Michael O'Herlihy
- 1967 : Les Monstres de l'espace (Quatermass and the Pit) de Roy Ward Baker
- 1967 : La Reine des Vikings (The Viking Queen) de Don Chaffey
- 1967 : The Long Duel de Ken Annakin
- 1967 : Quatermass and the Pit de Roy Baker
- 1967 : Attack on the Iron Coast de Paul Wendkos
- 1969 : Royal Hunt of the Sun" de Irving Lerner
- 1969 : Return of the Boomerang de Philip Leacock
- 1969 : La Dernière Grenade (The Last Grenade) de Gordon Flemyng
- 1971 : Zeppelin d'Étienne Périer
- 1971 : Le Visiteur de la nuit (The Night Visitor) de Laslo Benedek
- 1971 : La Momie sanglante (Blood from the Mummy's Tomb) de Seth Holt
- 1971 : Mary Queen of Scots de Charles Jarrott
- 1978 : Les 39 Marches (The Thirty-Nine Steps) de Don Sharp
- 1981 : Le Lion du désert (Lion of the Desert) de Moustapha Akkad
- 1995 : Rob Roy de Michael Caton-Jones

### Télévision
séries, sauf mention contraire
- 1958-1959 : Ivanhoé (Ivanhoe), 12 épisodes (Le prince Jean)
- 1962 : Sir Francis Drake, le corsaire de la reine (Sir Francis Drake ou The Adventures of Sir Francis Drake), épisode 14 Le Roi d'Amérique (King of America)
- 1967-1969 : Chapeau melon et bottes de cuir (première série : The Avengers), Saison 5, épisode 2 Les Marchands de peur (The Fear Merchants, 1967) de Gordon Flemyng ; Saison 6, épisode 32 Les Évadés du monastère (Get-a-Way, 1969) de Don Sharp
- 1968 : Les Champions (The Champions), épisode 10 L'Avion fantôme (The Ghost Plane)
- 1968 : Le Saint (The Saint), Saison 6, épisode 11 Mort naturelle (The Scales of Justice)
- 1970 : Amicalement vôtre (The Persuaders) : Un Rôle en Or (Greensleeves), de David Greene : Sir John Hassocks
- 1972 - 1973 : Adam Smith, 39 épisodes
- 1997 : La Légende des montagnes du Nord (The Princess Stallion), téléfilm de Mark Haber

## Théâtre (sélection)
pièces, jouées à Glasgow, sauf mention contraire
- 1943 : Amour pour amour (Love for Love) de William Congreve, mise en scène de John Gielgud, avec Leslie Banks
- 1947 : The Admirable Crichton de J. M. Barrie
- 1948 : Le Songe d'une nuit d'été (A Midsummer Night's Dream) de William Shakespeare
- 1948 : La Cerisaie (The Cherry Orchard) d'Anton Tchekhov
- 1948 : Junon et le Paon (Juno and the Paycock) de Seán O'Casey (à Londres ; adaptée au cinéma en 1930)
- 1950 : Fumed Oak de Noel Coward (à Greenock)
- 1951 : Comme il vous plaira (As you like it) de William Shakespeare
- 1951 : Le Tartuffe ou L'Imposteur (Tartuffe) de Molière
- 1951 : Le Roi Lear (King Lear) de William Shakespeare, avec George Coulouris (à Glasgow et Ayr)
- 1952 : Our Town de Thornton Wilder
- 1952 : La Mégère apprivoisée (The Taming of the Shrew) de William Shakespeare
- 1953 : Le Bourgeois gentilhomme (The Prodigious Snob) de Molière, adapté par Miles Malleson
- 1953 : La Mouette (The Seagull) d'Anton Tchekhov
- 1954 : Beaucoup de bruit pour rien (Much ado about Nothing) de William Shakespeare
- 1955 : The Little Minister de J. M. Barrie (adaptée au cinéma en 1934)
- 1955 : Eurydice - 1re partie (Point of Departure) de Jean Anouilh
- 1955 : Témoin à charge (Witness for Prosecution) d'Agatha Christie (adaptée au cinéma en 1957)
- 1955 : What Every Woman Knows de J. M. Barrie
- 1956 : La Charrette de pommes (The Apple Cart) de George Bernard Shaw
- 1956 : Jules César (Julius Caesar) de William Shakespeare, avec Ian Richardson
- 1956 : The Dramatist de Thornton Wilder
- 1960 : Un homme pour l'éternité (A Man for All Seasons) de Robert Bolt, avec Paul Scofield, Leo McKern (création mondiale, à Londres ; adaptée au cinéma en 1966)
- 1964-1965 : Maggie May, comédie musicale, musique et lyrics de Lionel Bart, livret d'Alun Owen (à Londres)